# District historique de Kishenehn Ranger Station
Le district historique de Kishenehn Ranger Station – ou Kishenehn Ranger Station Historic District en anglais – est un district historique dans le comté de Flathead, dans le Montana, aux États-Unis. Protégé au sein du parc national de Glacier, il est inscrit au Registre national des lieux historiques depuis le 14 février 1986.